# Gąsawka
Gąsawka – rzeka w Polsce, lewy dopływ Noteci o długości 56,97 km.
Wypływa z jeziora Głęboczek Wielki w południowo-wschodniej części powiatu żnińskiego. Przepływa przez pałuckie jeziora oraz miejscowości Gąsawa, Żnin, Szubin i Rynarzewo, w okolicy którego uchodzi do Noteci.
Przy ujściu rzeki do Jeziora Oćwieckiego zlokalizowana jest ścieżka przyrodniczo-leśna "Dolina Rzeki Gąsawki", o długości 1,8 km.